# Останній фокстрот у Бербанку
Останній фокстрот у Бербанку (англ. Last Foxtrot in Burbank) — американський комедійний фільм 1973 року, який є пародією на фільм «Останнє танго в Парижі».

## У ролях
- Майкл Патакі — Пол
- Шеррі Дентон — Жанна
- Мерло Дребін
- Вільям Квінн — Том
- Селлі Марр — місіс Кітченберг
- Сіммі Боу — Марсель
- Річард Бенд